# Johann Karl von Mutius
Johann Karl Jakob von Mutius (Börnchen, 26 luglio 1758 – Börnchen, 16 maggio 1816) è stato un generale prussiano.

## Biografia
Johann Karl Jakob era figlio del consigliere privato di giustizia e cancelliere del capitolo della cattedrale di Breslavia Franz Joseph von Mutius (1704-1788) e di sua moglie Maria Viktoria von Rava (1722-1769).
Mutius frequentò l'Accademia dei Cavalieri della Slesia a Liegnitz e nel 1773 divenne junker del reggimento di corazzieri "von Roeder" nell'esercito prussiano. Nel 1778/79 prese parte alla guerra di successione bavarese e nel 1794 alla rivolta di Kościuszko, dopodiché si dimise dal servizio militare nello stesso anno col grado di rittmeister e comandante di squadriglia nel reggimento di ussari "von Lediwary".
Nel 1801 Mutius si arruolò nuovamente e nel 1807 divenne ufficiale di stato maggiore del 13º reggimento dragoni "von Rouquette" che apparteneva alla guarnigione di stanza a Danzica. Si guadagnò l'Ordine Pour le Mérite in una battaglia nei pressi di Marienwerder ed ottenne in seguito il comando del freikorp di Cracovia ma venne fatto prigioniero. A seguito del suo rilascio, decise di lasciare l'esercito nel 1810 per poi arruolarsi nuovamente con l'inizio della campagna in Germania contro Napoleone, ottenendo il comando di una brigata di dragoni. Combatté quindi a Großgörschen, Bautzen e Haynau, dove guidò la retroguardia dell'armata della Slesia sotto la guida del generale Blücher.
Quando terminò la campagna del 1813, gli venne affidato il comando di una brigata del landwehr nella cavalleria di riserva del corpo del generale Friedrich von Kleist. Nella battaglia di Kulm ordinò un attacco alla fanteria francese, che però fallì. Per questo attacco venne in seguito criticato in quanto osò troppo su un terreno non adeguato ad un attacco di quella portata. Per la proficua partecipazione della sua brigata alla battaglia di Lipsia, ad ogni modo, ricevette la I classe della croce di ferro. Dopo la battaglia, mentre il II corpo d'armata prussiano entrò nella città di Erfurt per bloccare Petersberg con la sua cittadella, von Mutius rimase a Lipsia e si ammalò gravemente di febbre tifoidea. In seguito seguì l'esercito in Francia, ma in considerazione delle sue cattive condizioni di salute, decise di lasciare l'esercito poco dopo la firma della pace e morì a Börnchen nel 1816.

## Matrimonio e figli
Mutius sposò la baronessa Charlotte Friederike von Lützow (23 dicembre 1758 – 3 settembre 1811) il 13 ottobre 1788. La coppia ebbe tre figli:
- Franz Bernhard Eugen Reimar Karl (6 aprile 1790 - 26 settembre 1858), sposò la contessa Luise Helene Auguste von Zedlitz und Leipe (10 ottobre 1797 - 13 maggio 1864)
- Friederike Antonie Franziska Luise (28 marzo 1792 - 31 dicembre 1857), sposò nel 1817 Otto Delfin von Plotho († 18 agosto 1842); in seconde nozze sposò il conte Max Gustav Erdmann Josef von Roedern (17 luglio 1816 - 2 aprile 1898)
- Louis (1796–1866), generale di cavalleria prussiano, sposò Helene Marie von Roeder (16 ottobre 1801-31 luglio 1872)